# Han Jing
Han Jing (30 de novembro de 1973)  é uma ex-atleta de wushu de Macau. 

## Carreira
Originalmente, Han foi uma membro do equipo de wushu de Beijing, e ela foi transferida a Macau em 2000. A sua prima competição foi os Jogos da Ásia Oriental de 2001 donde ganhou uma medalha de oro no changquan feminino. Um ano depois, Han ganhou a medalha de prata no changquan feminino nos Jogos Asiáticos de 2002. Nos Campeonatos Mundiais de Wushu de 2003 em Macau, Han ela se tornou a primeira campeã mundial em qualquer esporte para Macau ao ganhar a medalha de ouro em jianshu. Ela também ganhou uma outra medalha de ouro em duilian e dois anos depois nos Campeonatos Mundiais de Wushu de 2005 em Hanoi, Vietnã, ganhou de novo no mesmo evento. Mas tarde em 2005, Han ganhou dois medalhas nos Jogos da Ásia Oriental de 2005, uma medalha de ouro no changquan feminino e uma prata no jianshu e qiangshu feminino. Nos Jogos Asiáticos de 2006, Han ganhou a medalha de bronze no changquan feminino.
Nos Campeonatos Mundiais de Wushu de 2007 em Pequim, Han ganhou três medalhas. Com isso, se qualificou para o Torneio de wushu nos Jogos Olímpicos de Verão de 2008 e ganhou a medalha de prata no jianshu e qiangshu feminino.